# Рио Гранде Вали вајперси
Рио Гранде Вали вајперси (енгл. Rio Grande Valley Vipers) амерички су кошаркашки клуб из Единбурга у Тексасу. Клуб се такмичи у НБА развојној лиги и тренутно је филијала НБА тима Хјустон рокетси.

## Успеси
- НБА развојна лига:
  - Првак (4): 2009/10, 2012/13, 2018/19, 2021/22.
  - Финалиста (3): 2010/11, 2016/17, 2022/23.

## Познатији играчи
- Патрик Беверли
- Вили Ворен
- Ендру Гаудлок
- Џои Дорси
- Донатас Мотијејунас
- Стив Новак
- Тајлер Ханикат